# HD 73526 c
HD 73526 c es un planeta extrasolar que orbita la estrella HD 73526, en la constelación de Vela, a unos 97 millones de millas (1, 05 UA).Basándose en su masa este posible que sea un gigante gaseoso. A la distancia que este planeta orbita su estrella, que es más luminosa que el Sol, tendría que recibir una insolación del 84% de la de Venus.
HD 73526 c tiene una resonancia orbital 2:1 con HD 73526 b. Cada vez que el planeta b gira alrededor de su sol dos veces , el planeta c gira alrededor una vez, una configuración similar a los planetas  b y  c del sistema Gliese 876. 